# Epidendrum sanctae-martae
Epidendrum sanctae-martae är en orkidéart som beskrevs av Rudolf Schlechter. Epidendrum sanctae-martae ingår i släktet Epidendrum och familjen orkidéer.
Artens utbredningsområde är Colombia. Inga underarter finns listade i Catalogue of Life.